# Mesoginella victoriae
Mesoginella victoriae is een slakkensoort uit de familie van de Marginellidae. De wetenschappelijke naam van de soort is voor het eerst geldig gepubliceerd in 1908 door Gatliff & Gabriel.